# Tchô
Valdecir de Souza Júnior, mais conhecido como Tchô (Belo Horizonte, 21 de abril de 1987), é um ex-futebolista brasileiro que atuava como meia.

## Carreira
Revelado pelo Atlético Mineiro, chegou ao clube com 7 anos e, ainda na base, foi sondado pelo AC Milan, mas o clube recusou a oferta italiana.
Pelo profissional, foi campeão da Série B de 2006 e do Campeonato Mineiro de 2007. Em 2008, sofreu uma grave lesão que atrapalhou sua evolução. Ao todo, foram 84 partidas e seis gols marcados com a camisa alvinegra entre 2005 e 2009.
Após reincidir o contrato com o Atlético, em 23 de dezembro de 2009 acertou com o Marítimo, de Portugal.
Em fevereiro de 2012, Tchô acertou com o Guaratinguetá para o Campeonato Paulista. Seis meses depois, no dia 2 de agosto, foi anunciado pelo Bragantino.
Em janeiro de 2013, apresentou-se ao Villa Nova para jogar o Mineiro de 2013. Ainda atuou por Figueirense, em 2013, e teve rápida passagem pela Ponte Preta, antes de assinar com o América Mineiro.
Em 2014, pelo América, foi um dos principais jogadores no Campeonato Mineiro, no qual marcou 6 gols em 7 jogos. Ao todo, disputou 28 jogos e marcou 9 gols pelo clube.
Em 2015, acertou por 1 ano, com o Bahia.
Passou pelo Botafogo-SP, onde ajudou a subir para série B em 2018.
Iniciou 2019 atuando pelo Bangu, onde disputou o Campeonato Carioca. No final de maio de 2019, acertou com o Brasiliense.
Em 2022, foi contratado pelo CRAC.
Em 2020 e 2022, defendeu o Ipatinga, onde ajudou a equipe do Vale do Aço a conquistar o acesso ao Módulo I do Mineiro, marcando 3 gols em 9 jogos na temporada. Teve uma passagem, entre 20220 e 2021, pelo Palmas, onde disputou a fase final do Tocantinense 2020 e a 1ª fase da Copa Verde.
No dia 8 de janeiro de 2023, anunciou sua aposentadoria.

### Seleção Brasileira
Pela Seleção Brasileira, venceu o Campeonato Sul-Americano Sub-20 de 2007, marcando 3 gols em 5 partidas. Pela categoria, em 21 partidas, marcou 10 gols.

## Títulos
Atlético Mineiro
- Torneio de Terborg de 2006
- Campeonato Brasileiro de 2006 - Série B
- Campeonato Mineiro de 2007

Villa Nova
- Campeonato Mineiro do Interior: 2013

Bahia
- Campeonato Baiano: 2015

Boa Esporte
- Campeonato Brasileiro - Série C: 2016

Palmas
- Campeonato Tocantinense: 2020